# 卢阿 (罗马神话)
卢阿（拉丁語：Lua）。活动于古罗马时代的女性神祇之一，由于其名字的多重性以及自身所具有的独特地战争性而在古罗马人中具有非凡意义与深远影响。